# Tokyo Tower

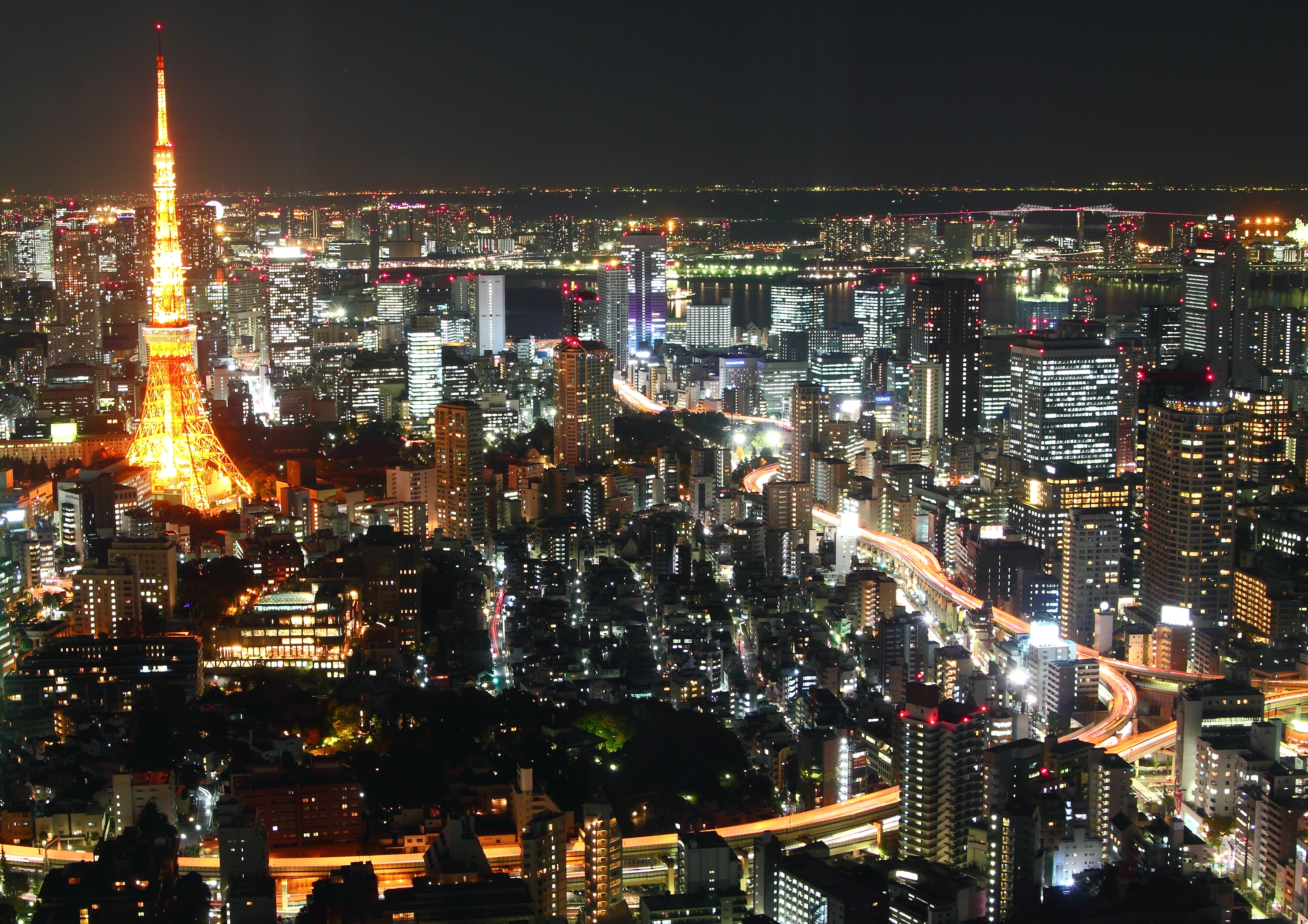
Tokyo Tower při pohledu z Roppongi

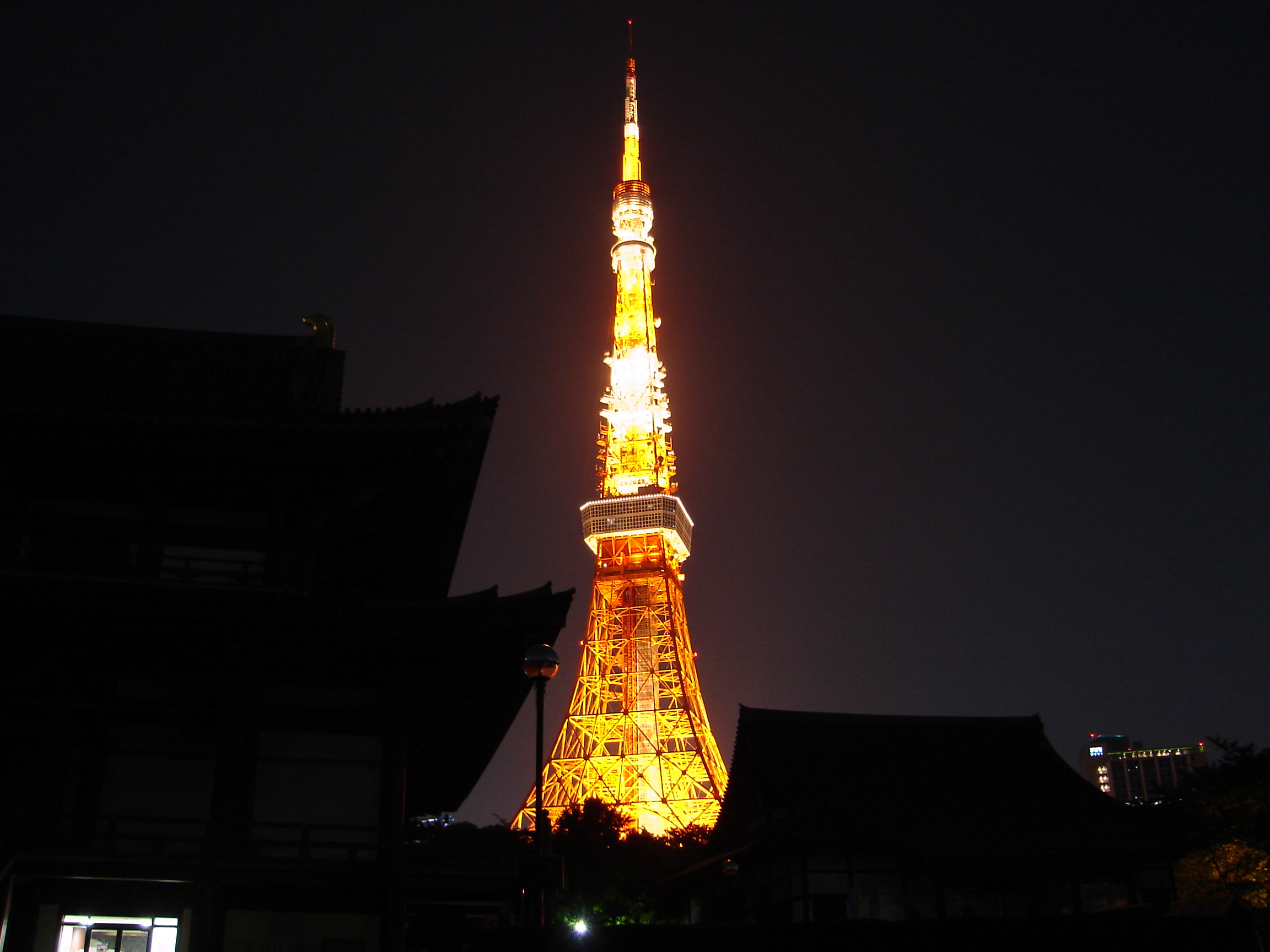
Tokyo Tower v noci při pohledu od chrámu Zódžódži

Tokyo Tower (japonsky: 東京タワー, Tókjó tawá; česky: Tokijská věž) je věž v parku Šiba v tokijské čtvrti Minato v Japonsku. Je 332,6 m (1091 stop) vysoká, což z ní dělá druhou nejvyšší samonosnou ocelovou věž v Japonsku. V letech 1957–2010 byla nejvyšší stavbou Japonska, ale v březnu 2010 ji o toto prvenství připravila věž Tokyo Sky Tree, která je vysoká 634 m.
Design věže je inspirován podobou Eiffelovy věže v Paříži. I když je o 8,6 metrů vyšší než Eiffelova věž (32,6 metrů když se započítá i televizní anténa), její hmotnost činí pouze 4000 tun oproti asi 7000 tunám Eiffelovy věže.
Podle předpisů o bezpečnosti letecké dopravy je věž natřena bílou a oranžovou barvou. Od soumraku do půlnoci je věž osvětlena oranžovým světlem. Barva osvětlení je při zvláštních příležitostech měněna, např. při japonské premiéře filmu Matrix Reloaded zářila věž zelenou barvou.
Protože je obklopena jen nižšími budovami, lze věž vidět z mnoha míst centrálního Tokia jako jsou Roppongi Hills, Tokijský záliv, východní zahrady Císařského paláce a jižní promenády stanice Šindžuku.